# 호르헤 보니파시오
호르헤 루이스 보니파시오(영어: Jorge Luis Bonifacio , 1993년 6월 4일 ~ )는 도미니카 공화국 출신의 야구 선수이다.

## 경력
2009년 12월 9일에 캔자스시티 로열스와 아마추어 FA로 계약한다.
2010년에는 루키리그인 도미니칸 서머 리그 로열스에서 48경기에 출장하여, 1개의 홈런과 28개의 타점, 13개의 도루, .335의 타율을 기록한다. 8월에는 미국으로 건너와서 애리조나 리그 로열스에서 뛴다. 애리조나에서는 21경기에 출장하여, 6개의 타점과 1개의 도루, .211의 타율을 기록한다.
2011년에는 전년과 마찬가지로 루키리그에서 62경기에 출장하여, 7개의 홈런과 30개의 타점, 5개의 도루, .284의 타율을 기록한다.
2012년에는 싱글A인 케인 카운티 쿠거스에서 105경기에 출장하여, 10개의 홈런과 61개의 타점, 6개의 도루, .282의 타율을 기록한다.
2013년에는 싱글A+인 윌밍턴 블루 락스에서 54경기에 출장하여 2개의 홈런과 29개의 타점, .296의 타율을 기록한다. 7월 30일에는 더블A인 노스웨스트 아칸사스 내추럴스로 승격되어, 25경기에 출장해서 2개의 홈런과 19개의 타점, 2개의 도루, .301의 타율을 기록한다.
2014년에는 전년과 같은 더블A에서 132경기에 출장하여, 4개의 홈런과 51개의 타점, 8개의 도루, .230의 타율을 기록한다. 오프 시즌인 11월 20일에는 캔자스시티 로열스와 메이저 계약을 맺고, 40인 로스터에 들어간다.

## 생활
형은 시카고 화이트삭스에서 뛰고 있는 유틸리티 플레이어인 에밀리오 보니파시오이다.

## 참조
1. ↑  “Royals acquire Fuentes; set 40-man roster ahead of tonight's deadline”. 《MLB.com Royals Press Release》. 2014년 11월 21일. 2015년 3월 27일에 원본 문서에서 보존된 문서. 2014년 12월 30일에 확인함.
2. ↑  Todd Traub (2014년 5월 20일). “Texas notes: Bonifacio looks to break loose”. 《MiLB.com》. 2014년 12월 30일에 확인함.